# Баракі (Красноставський повіт)
Баракі (пол. Baraki) — село в Польщі, у гміні Сенниця-Ружана Красноставського повіту Люблінського воєводства.
Населення — 82 особи (2011).
У 1975-1998 роках село належало до Холмського воєводства.

## Демографія
Демографічна структура станом на 31 березня 2011 року:
|          | Загалом | Допрацездатний вік | Працездатний вік | Постпрацездатний вік |
| -------- | ------- | ------------------ | ---------------- | -------------------- |
| Чоловіки | 39      | 8                  | 27               | 4                    |
| Жінки    | 43      | 5                  | 25               | 13                   |
| Разом    | 82      | 13                 | 52               | 17                   |